# Cattabrighe
Cattabrighe è una piccola frazione del comune di Pesaro facente parte della 5ª circoscrizione comunale insieme ai quartieri Tombaccia e S.Maria delle Fabbrecce.

## Geografia fisica
Situata a nord di Pesaro, si estende ai margini del territorio urbano, divenendo così area periferica della città di Pesaro; dista inoltre meno di dieci chilometri dal confine sud della regione Emilia-Romagna. La frazione, tagliata in due dalla strada statale 16 Adriatica nel tratto che collega la provincia di Pesaro e Urbino a quella di Rimini, sorge ai piedi del parco naturale del San Bartolo che con i suoi colli separa l'abitato dal mare Adriatico. Altri colli dividono dall'altro versante la frazione con la zona Torraccia.
La frazione confina a nord con Santa Marina Alta, la Valle dei pelati, a nord ovest con La Siligata, a ovest con Roncaglia e Tre Ponti, a sud con la zona Torraccia e a sud est con la zona S.Maria delle Fabbrecce.
Il paese, nato dall'omonima via, si è poi sviluppato in tre zone: 
- il "Monte" o Cattabrighe Alta (per la sua posizione collinare),
- la Fornace Mancini, che prende il nome dall'antica fornace dove in passato si producevano laterizi. Costruita alla fine dell'Ottocento, è tuttora un esempio di archeologia industriale dell'epoca, non essendo mai stata ristrutturata.[1]
- il quartiere Vismara, tra i più popolati di Pesaro, che prende il nome dall’omonima villa.

## Storia
Il nome Cattabrighe deriverebbe, secondo alcuni, da Antonello detto Cattabriga, uomo d'armi nativo di Castel Franco Bolognese e divenuto uno dei più fidati capitani del condottiero Francesco Sforza, il quale gli dette in feudo Corinalto (oggi Corinaldo) in compenso dei suoi servigi; ma, rivelatosi presto insopportabile tiranno, nel 1448 i corinaldesi lo scacciarono ed egli si rifugiò da Alessandro Sforza, fratello di Francesco e signore di Pesaro dal 1445 al 1473, dal quale probabilmente, per intercessione dello stesso Francesco, gli venne il possesso del sobborgo di Pesaro che da lui avrebbe dunque preso il nome (Vincenzo Maria Cimarelli, Istorie dello Stato di Urbino ecc., Brescia, 1642, pag. 38 e segg.).
L'importanza di Cattabrighe si deve alla circostanza che dal tardo medioevo e fino al 700 era il luogo nel quale le persone e le merci, provenienti da Pesaro, sostavano prima di salire verso l'antico castello di Santa Marina, posto sul colle San Bartolo, da qui scendevano verso il mare, fino al porticciolo, in quanto periodicamente il porto di Pesaro rimaneva inaccessibile a causa dei suoi frequenti insabbiamenti, per cui si rendeva necessario che per fare partire le merci e le persone via mare, usare il porticciolo di Santa Marina, più protetto e dal fondale profondo e sassoso. Ancora al giorno d'oggi si può notare ad est dell'attuale chiesa di San Terenzio una serie di unità abitative, affiancate le una alle altre in serie parallele. Esse sarebbero sorte nel luogo ove furono costruiti una serie di ripari, magazzini e stalle, con adiacente fonte per abbeverare gli animali da soma(l'attuale lavatoio)e dove le merci provenienti dal porticciolo di Santa Marina venivano stoccate, in attesa di essere trasportate a Pesaro, o pronte per essere inviate via mare per altre destinazioni. Sembra che le soste in questo luogo si resero necessarie in quanto la salita del colle San Bartolo risultava essere lunga impervia e difficoltosa, quindi occorreva fare riposare gli animali da soma che trasportavano le merci da Pesaro fino al porto di Santa Marina e viceversa, prima di farle affrontare la lunga salita del colle.